# Freikorps
Freikorps (del alemán «cuerpos libres» o «cuerpos francos»; pronunciado /ˈfʁaɪˌkoːɐ̯/) fue la designación aplicada originalmente a los ejércitos de voluntarios formados en pequeños estados alemanes entre los siglos XVII y XVIII. Originalmente se trataba de un cuerpo de soldados irregulares, si bien tras la Primera Guerra Mundial se dio este nombre a las tropas improvisadas donde se integraban veteranos alemanes del Reichsheer. Estas organizaciones del periodo de entreguerras del siglo XX se caracterizaban por su fuerte carácter nacionalista y su anticomunismo; durante la República de Weimar colaboraron con el gobierno en la represión del movimiento obrero y las organizaciones izquierdistas, como por ejemplo el Levantamiento Espartaquista o el levantamiento del Ruhr, además de participar en el fallido golpe de Estado de Kapp contra la joven república.

## En el Reino de Prusia
Los primeros freikorps fueron reclutados en 1762 por Federico II el Grande de Prusia durante la guerra de los Siete Años, como combatientes voluntarios sujetos a disciplina militar pero manteniendo su carácter de irregulares. Otros freikorps aparecieron en Alemania durante las guerras napoleónicas para combatir a los soldados franceses, estando formados por tropas irregulares (muchas veces por estudiantes o jóvenes aristócratas sin mayor experiencia bélica) y estaban al mando de militares profesionales, como el general prusiano Ludwig Adolf Wilhelm von Lützow, jefe del denominado Lützowsches Freikorps de 1810-1814.
Los freikorps fueron inicialmente vistos con bastante desconfianza por el ejército regular prusiano, de modo que servían principalmente como centinelas y para los deberes de menor importancia al considerarse como poco expertos en el combate. No obstante, el Romanticismo nacionalista alemán de inicios del siglo XIX elaboró una imagen idealizada del freikorps como combatiente movido por un impulso puramente idealista y patriótico, en contra de un invasor extranjero, y actuando más allá del deber de un militar profesional.

## En la República de Weimar

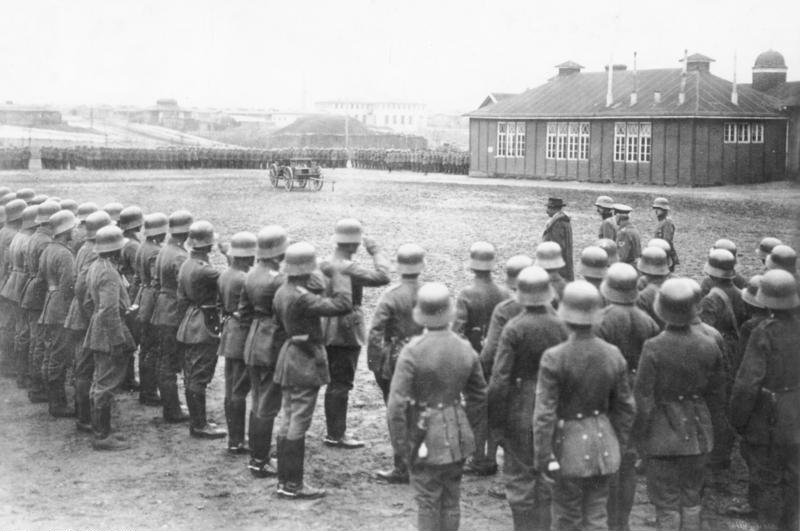
Gustav Noske, ministro de defensa de Alemania, pasando revista a una tropa de Freikorps' en Berlín, enero de 1919

A partir de la Revolución de noviembre de 1918, el término fue empleado por las organizaciones paramilitares protofascistas y ultranacionalistas que se formaron por toda Alemania. Con el establecimiento de la República de Weimar, los freikorps fueron de los muchos grupos paramilitares activos, pertenecientes a variadas ideologías y partidos, a veces tolerados y alentados por las autoridades de la joven república, como alternativa a las organizaciones sindicales comunistas y socialistas que también florecieron durante el mismo período. 
Numerosos veteranos alemanes de la Primera Guerra Mundial se sentían profundamente desconectados e incomprendidos en la vida civil tras años de violentísima lucha en las trincheras, otros carecían de incentivos para reincorporarse a la sociedad alemana debido al desempleo y la mala situación económica de la posguerra. Integrados en los freikorps, estos veteranos desmovilizados de las fuerzas armadas germanas, mayormente jóvenes, buscaban la estabilidad de una estructura militar que les ofreciera un estatus social dentro de un "cuerpo de guerreros" y les asegurase además un medio de vida realizando la misma tarea que habían desempeñado en los últimos años: combatir. 
Otros individuos se unieron a los freikorps por sentirse frustrados con la derrota de 1918, para ellos inexplicable, además de sentir un profundo rechazo por los términos del Tratado de Versalles contra Alemania y cultivaron activamente la leyenda de la puñalada por la espalda para explicar la derrota alemana; en estos casos el sentimiento ultranacionalista era un aliciente para unirse a un grupo de exsoldados con similares problemas e intenciones. 
Parte de la ideología típica del freikorps era un desprecio completo contra la democracia y el capitalismo, conceptos que para estos veteranos solo privilegiaban el dinero y no les reconocía como élite de soldados que habían ofrendado su vida por Alemania; pero también a la vez les caracterizaba un odio hacia el marxismo en general y un antisemitismo profundo por motivo de que los judíos e izquierdistas habían sido culpados de la derrota alemana. 

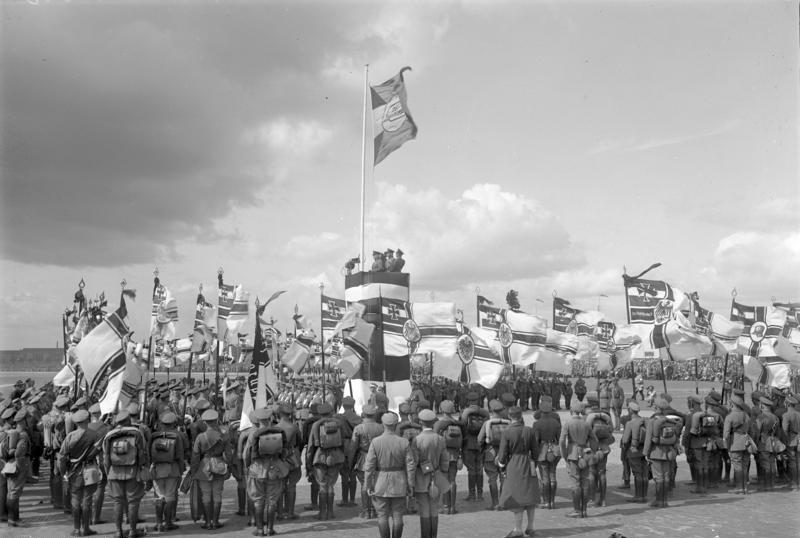
Desfile en el aeropuerto de Berlín en 1932, que contó con la participación de 150.000 hombres. En la imagen aparece Franz Seldte, jefe y fundador de la agrupación política ultranacionalista Cascos de Acero, además de miembro del Partido Nazi

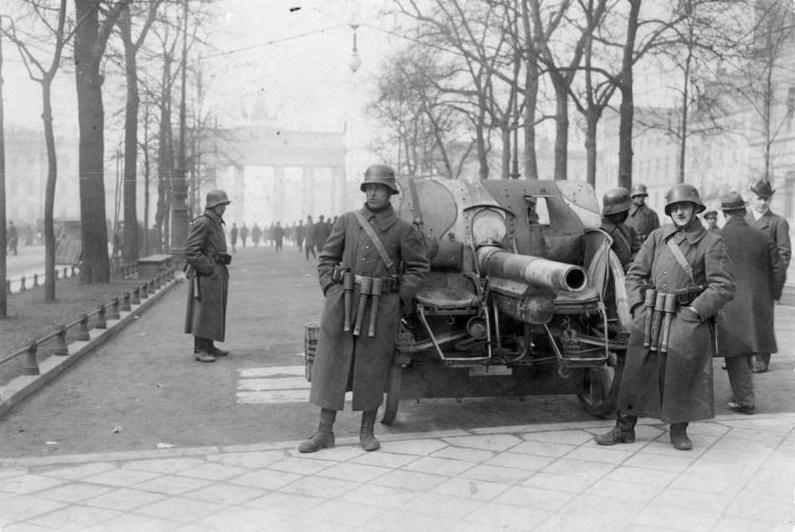
Tropas de la Brigada Erhardt junto a la Puerta de Brandeburgo durante el golpe de Kapp, Berlín, 1920

Cuando los partidos de extrema izquierda se sumaron en Berlín al levantamiento espartaquista de enero de 1919, los freikorps recibieron el apoyo tácito de Gustav Noske, ministro alemán de Defensa, que los utilizó para reprimir a la Liga Espartaquista con enorme violencia, incluyendo los asesinatos de Karl Liebknecht y Rosa Luxemburgo el 15 de enero de 1919. Ese mismo año los freikorps apoyaron al gobierno republicano a aplastar la recién creada República Soviética de Baviera, gobernada por el Partido Socialdemócrata Independiente de Alemania. 
Ante la disolución del antiguo ejército imperial y la limitación del Reichswehr a 100 000 hombres en virtud del Tratado de Versalles, los freikorps participaron en numerosos choques violentos con obreros comunistas o socialistas a lo largo de Alemania como grupos paramilitares, aunque otros prefirieron mantenerse como formaciones paramilitares "libres" sin subordinarse al gobierno ni admitir órdenes de este. También realizaron ataques esporádicos de sabotaje contra las tropas francesas durante la ocupación del Ruhr, ganando gran fama y popularidad entre las masas alemanas pese a que tales atentados en realidad causaban pocos daños a las autoridades ocupantes.
Los freikorps fueron disueltos oficialmente en 1920 por la República de Weimar y se les impidió a los veteranos de guerra formar agrupaciones paramilitares, pero sus antiguos miembros tomaron parte en el Putsch de Múnich liderado por Adolf Hitler, fracasado intento de golpe de Estado de 1923. 
Miembros de los freikorps participaron también en el asesinato del ministro alemán de Asuntos exteriores, el economista e industrial judío Walter Rathenau, en junio de 1922. Estos freikorps fueron paulatinamente desarmados conforme la economía alemana se revitalizaba y desaparecía la amenaza de la inflación a fines de 1923. Poco después los freikorps alemanes desaparecieron aceleradamente como agrupaciones, pero sus integrantes más radicales continuaron formando pequeños grupos ultranacionalistas y de extrema derecha, realizando esporádicos atentados contra las autoridades republicanas, y algunos de sus miembros más jóvenes pasaron a formar parte de las SA del Partido Nacional Socialista.

## Freikorpsen el Báltico
Varios freikorps constituyeron batallones ajenos al Reichswehr y como tales lucharon en el Báltico, Silesia y Prusia después del final de la Primera Guerra Mundial, a veces con significativo éxito contra tropas regulares, aunque finalmente fueron vencidos en Silesia y Prusia a lo largo del año 1919 por tropas de la recién reconstruida Polonia.
El caso de los freikorps del Báltico fue más especial: el plan inicial de estos soldados consistía en proteger a los alemanes del Báltico contra los bolcheviques rusos y contra los nacionalistas de Estonia, Letonia y Lituania, para lo cual formaron un ejército bajo la dirección de los grandes terratenientes alemanes de la región, basándose en los soldados alemanes descontentos tras su desmovilización en noviembre de 1918 en el "frente oriental". 
Este plan se transformó prontamente a inicios de 1919 en el proyecto de establecer "Estados bálticos" controlados por la minoría alemana aprovechando el desorden generado por la guerra civil rusa (y manteniendo a los pueblos bálticos como subordinados), siendo que los terratenientes alemanes del Báltico se ofrecían a recompensar generosamente a los integrantes de los Freikorps por su ayuda, entregándoles grandes fincas agrícolas con mano de obra nativa. 
La promesa de aventuras y combate, el estímulo de "defender el Este germano" contra pueblos eslavos y bálticos y la oferta de ser espléndidamente premiados con fincas en los extensos territorios de la Europa Oriental, fueron un señuelo de reclutamiento que atrajo a miles de veteranos alemanes al Báltico, operando allí en nuevos freikorps desde inicios de 1919.

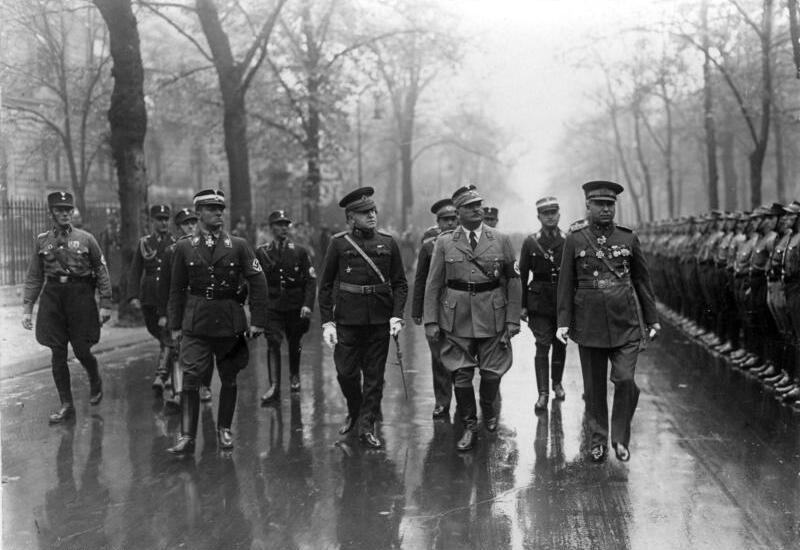
Ernst Röhm, jefe de las SA, militó en los freikorps. En la imagen se le puede ver (con uniforme más claro que el del resto de oficiales) en un desfile militar de las SA en conmemoración del décimo aniversario de la República de Turquía.

No obstante la valiosa experiencia de combate de los freikorps alemanes, el gobierno de Berlín no podía prestarles apoyo abierto, pues luchaban fuera de las fronteras de Alemania. Los freikorps se enfrentaban además a las fuertes presiones bélicas y económicas de Gran Bretaña (favorable a la independencia total de los países bálticos), y al hecho evidente de que los alemanes del Báltico eran una minoría étnica bastante exigua que difícilmente podría imponer su dominio sobre las masas más numerosas estonios, letones y lituanos. 
Durante su lucha en el Báltico los freikorps alemanes fueron acusados por los nacionalistas bálticos de asesinatos masivos contra civiles, destrucciones tan furibundas como inútiles y brutales abusos contra la población no alemana. De hecho la indisciplina de los freikorps era muy notoria desde el comienzo de la lucha, siendo así que había batallones completos de soldados alemanes que eran en realidad meras bandas armadas de aficionados a la aventura, el pillaje, el alcohol y la violencia indiscriminada, lo cual resultaba muy difícil de controlar por sus jefes.  
La indisciplina y descontrol de los freikorps redujo grandemente su eficacia militar, y así empezaron a sufrir derrotas y bajas muy frecuentes durante 1920, en medio de continuos actos de indisciplina y desobediencia hacia sus jefes. Los desorganizados freikorps alemanes fueron al final vencidos definitivamente por los nacionalistas bálticos a inicios de 1921, siendo repatriados sus sobrevivientes, lo cual les impidió lograr su sueño de un gran Estado colonizado por alemanes a orillas del Mar Báltico.

## Legado
Debido a su ideología de extrema derecha, muchos miembros y, de hecho, líderes futuros del partido nazi fueron miembros de un freikorps durante sus años juveniles. Entre estos figuran Ernst Röhm, futuro jefe de las Sturmabteilung (SA), y Rudolf Höss, futuro comandante de Auschwitz. Aunque la mayoría de los veteranos de los freikorps simpatizaba con Adolf Hitler (otro veterano de guerra) durante la década de 1920, muchos le reprocharon no haber participado activamente en la lucha contra los comunistas y socialistas entre 1919 y 1920, además de mostrar excesiva ambición política. 
Pese a esas diferencias, casi todos los veteranos de los freikorps mantuvieron en común una ideología ultranacionalista, anticomunista, antisemita y de extrema derecha, junto con un gran desprecio por la democracia, elementos que con el paso de los años derivaron en un fuerte apoyo (explícito o implícito) de los veteranos de los freikorps al nazismo desde la década de 1930.

## Freikorps conocidos
- Guerra de sucesión austriaca
  - Chasseurs de Fischer (francés)
  - Volontaires de Saxe, voluntarios del mariscal Mauricio de Sajonia (francés)

- Guerra de los Siete Años
  - Freikorps de Friedrich Arnd von Kleist (prusiano)
  - Frei-Regiment de Franciscus Le Noble (prusiano)
  - Freikorps de Karl Ludwig von Schony|Schony (prusiano)

- Guerras napoleónicas
  - Ausländer-Bataillon de Reuß
  - Freikorps de Hellwig
  - Freikorps de Lützow
  - Legión ruso-alemana
  - Cazadores de Schill
  - Schwarze Schar
  - Freiwilliges Feldjäger-Korps de Schmidt

- República de Weimar
  - Marine-Brigade de Ehrhardt
  - Marine-Brigade de Loewenfeld
  - Marine-Brigade de Roden
  - Freikorps de Epp
  - Freikorps de Hacketau
  - Freikorps del general Hasse / Reichswehrregiment Hasse
  - Freikorps de Haßfurther
  - Freikorps de Hülsen
  - Freikorps de Lauterbach
  - Freikorps de Lichtschlag
  - Freikorps de Lützow
  - Freikorps Oberland
  - Freikorps de von Petersdorff
  - Freikorps Schwarze Jäger
  - Freikorps de Schulz
  - Freiwilliges Landesjägerkorps (Freikorps de Maercker)
  - Freiwilliges Landesschützenkorps (Freikorps de von Roeder)
  - Garde-Landesschützen-Korps de von Neufville
  - Cuerpo de voluntarios de Prusia Oriental
  - Cuerpo de Lettow
  - Destacamento de Randow
  - Eiserne Division
  - Sturmabteilung de Roßbach
  - Regimiento Potsdam
  - Regimiento Reichstag
  - Freiwilligen-Regiment de Reinhard
  - Schutzbrigade de Epp

- Nacionalsocialismo
  - Freikorps de los Sudetes alemanes